# Can Busquets (Sant Vicenç de Montalt)
Can Busquets és una masia de Sant Vicenç de Montalt (Maresme) inclosa a l'Inventari del Patrimoni Arquitectònic de Catalunya.

## Descripció
Torre quadrada i casa del segle xvi. La torre ha estat retallada però conserva encara les mènsules del matacà. L'habitatge és amb coberta a dues aigües. Té planta baixa i un pis. El conjunt està envoltat per un pati. Ha estat restaurada de forma lamentable amb un color inadequat. La torre costa de planta bauxa i dos pisos, amb finestres a cada cantó.
La casa té un altre cos addicional amb galeria i un rellotge de sol a la façana posterior. La façana principal, a més del portal rodó, té dues finestres gòtiques senzilles del segle xiv.